# Epitoxis typica
Epitoxis typica är en fjärilsart som beskrevs av Embrik Strand 1912. Epitoxis typica ingår i släktet Epitoxis och familjen björnspinnare. Inga underarter finns listade i Catalogue of Life.